# Rhodopechys
Rhodopechys es un género de aves paseriformes perteneciente a la familia Fringillidae. Contiene dos especies:
- Rhodopechys sanguineus - camachuelo alirrojo;
- Rhodopechys alienus - camachuelo del Atlas.

## Taxonomía
Este grupo de especies se ha dividido con marcadores genéticos en el grupo de aves "Carduelinae" de zonas áridas, la cual incluye además las siguientes especies y subespecies: Leucosticte tephrocotis, Leucosticte arctoa, Carpodacus nipalensis y el Rhodospiza obsoleta (camachuelo del desierto) es el padre de la radiación evolutiva de los verderones: Carduelis chloris, Carduelis ambigua, Carduelis sinica y Carduelis monguilloti, Bucanetes githagineus, Bucanetes mongolicus.